# Villa Rozenhof (Leiden)
Villa Rozenhof (het pand aan de Haagweg nummer 13) is een van de gezichtsbepalende huizen aan de Haagweg in de Nederlandse stad Leiden. De villa is in opdracht van de fabrikant David van Oordt gebouwd in de periode 1896-1897. De architect Willem Cornelis Mulder heeft hierbij gebruikgemaakt van een eclectische bouwstijl, waarbij elementen uit de Neo-Hollandse Renaissance worden gecombineerd met de chaletstijl. De villa is door de familie Van Oord bewoond tot december 1919. Daarna is de villa een korte periode in gebruik geweest als “Pension-Hotel Rozenhof” (van 1922 tot 1923).
In oktober 1923 hebben de Franciscaner broeders de monumentale villa Rozenhof aangekocht en als klooster / pastorie in gebruik genomen. In 1925 namen deze Franciscanen de naastgelegen Leonarduskerk in gebruik. In 2008 is de kerk overgegaan in private handen. In 2010 is het pand – tot dan toe in gebruik als pastorie – in de verkoop gegaan voor € 1.850.000,=.
Het pand is als rijksmonument onder nummer 515114.